# Masoumeh Khavari
Masoumeh Khavari (Distrito de Darah Sof, 1985) es una ingeniera, abogada y política afgana, quien se desempeñó como Ministra de Comunicaciones y Tecnología.  

## Biografía
Nació en 1985 en el Distrito de Darah Sof en la Provincia de Samangán, en el seno de una familia religiosa. Emigró desde pequeña junto con su familia a Turquía. Completó sus estudios primarios y secundarios en Turquía. En 2009 se graduó de la Universidad de Ankara con una licenciatura en medicina e ingeniería médica, mismo año en que también se graduó de Derecho de la Universidad de Payame Noor, en Irán.
En las elecciones parlamentarias de Afganistán de 2010 fue elegida diputada a la Cámara del Pueblo por la Provincia de Samangán para la 16° legislatura. En el Parlamento, fue parte de la Comisión de Justicia, Reforma Judicial y Anticorrupción, así como miembro de la Comisión de Derechos Humanos, Sociedad Civil y Asuntos de la Mujer.
En agosto de 2020 fue nombrada por el presidente Ashraf Ghani Ahmadzai como Ministra de Comunicaciones, en reemplazo del empresario Fahim Hashimy. Khavari ejerció el cargo hasta el 15 de agosto de 2021, con la caída de la República Islámica de Afganistán por la Ofensiva Talibana de 2021.